# Ovios nealces
Ovios nealces là một loài bướm đêm trong họ Noctuidae.